# WNBA Sixth Player of the Year Award
Der WNBA Sixth Player of the Year Award ist eine Auszeichnung der WNBA für die wertvollste Ersatzspielerin. Es werden nur Spielerinnen ausgezeichnet, die im Saisonverlauf beim Spielbeginn sich häufiger auf der Ersatzbank befinden als in der Startformation. Gewinner dieser Auszeichnung wird durch eine Abstimmung unter Sportjournalisten und Fernsehberichterstattern festgelegt. Die Auszeichnung wird erst seit der Saison 2007 vergeben.
Die Auszeichnung wurde bis zur Saison 2021 als Sixth Woman of the Year bezeichnet. Das Wort „Woman“ wurde 2021 durch „Player“ ersetzt.
| WNBA Sixth Player of the Year Award |                  |                    |
| Saison                              | Gewinnerin       | Team               |
| 2007                                | Plenette Pierson | Detroit Shock      |
| 2008                                | Candice Wiggins  | Minnesota Lynx     |
| 2009                                | DeWanna Bonner   | Phoenix Mercury    |
| 2010                                | DeWanna Bonner   | Phoenix Mercury    |
| 2011                                | DeWanna Bonner   | Phoenix Mercury    |
| 2012                                | Renee Montgomery | Connecticut Sun    |
| 2013                                | Riquna Williams  | Tulsa Shock        |
| 2014                                | Allie Quigley    | Chicago Sky        |
| 2015                                | Allie Quigley    | Chicago Sky        |
| 2016                                | Jantel Lavender  | Los Angeles Sparks |
| 2017                                | Sugar Rodgers    | New York Liberty   |
| 2018                                | Jonquel Jones    | Connecticut Sun    |
| 2019                                | Dearica Hamby    | Las Vegas Aces     |
| 2020                                | Dearica Hamby    | Las Vegas Aces     |
| 2021                                | Kelsey Plum      | Las Vegas Aces     |
| 2022                                | Brionna Jones    | Connecticut Sun    |
| 2023                                | Alysha Clark     | Las Vegas Aces     |
| 2024                                | Tiffany Hayes    | Las Vegas Aces     |